# Due come noi che...
Due come noi che... è un album discografico collaborativo di Gino Paoli e Danilo Rea pubblicato nel 2012. Sono presenti molte cover. L'album è stato registrato all'Auditorium Parco della musica di Roma da Massimo Aluzzi, e masterizzato da Massimiliano Cervini.

## Tracce
1. Perduti - 2:33 - (Gino Paoli)
2. Vivere ancora - 3:40 - (Gino Paoli)
3. Bocca di Rosa - 0:58 - (Fabrizio De André)
4. Canzone dell'amore perduto - 2:30 (Fabrizio De Andrè)
5. Vedrai vedrai - 4:10 - (Luigi Tenco)
6. Averti addosso - 3:33 - (Gino Paoli)
7. La gatta - 2:34 - (Gino Paoli)
8. Come si fa - 2:34 - (Gino Paoli - Giampaolo Barosso)
9. Che cosa c'è - 5:25 - (Gino Paoli)
10. Albergo a ore - 3:42 - (Marguerite Monnot - Edith Delecluse - Michelle Fricault)
11. Se tu sapessi - 2:57 - (Bruno Lauzi)
12. Il nostro concerto - 2:28 - (Umberto Bindi - Giorgio Calabrese)
13. La falena - 2:30 - (Paola Penzo - Gino Paoli)
14. Fingere di te - 3:45 - (Gino Paoli)
15. Non andare via - 3:08 - (Jacques Brel)
16. Il cielo in una stanza - 4:10 - (Gino Paoli)

## Formazione
- Gino Paoli - voce
- Danilo Rea - pianoforte